# Guggenheim Abou Dabi
Le Guggenheim Abu Dhabi est un musée dont l'ouverture est prévue pour 2025 à Abu Dhabi, la capitale de l'émirat d'Abu Dhabi et des Émirats arabes unis. Il sera une des composantes du vaste district culturel envisagé sur l'île de Saadiyat, avec le Louvre-Abu Dhabi de Jean Nouvel, la Cité des arts (Performing Art and Conference Center) de Zaha Hadid, le Musée maritime de Tadao Andō et le musée national Cheikh Zayed de Norman Foster.
Le bâtiment qui l'accueillera a été imaginé par l'architecte Frank Gehry, également le concepteur du Guggenheim de Bilbao, et son coût de réalisation et d'équipement est entièrement financé par l'Autorité du tourisme et du patrimoine d'Abou Dabi. Sa superficie de 30 000 m2 dépassera de 25 % celle du musée de Bilbao, ce qui en fera le plus grand des musées de la Fondation Solomon R. Guggenheim (Bilbao, New York et Venise).

## Histoire
Les autorités émiriennes affichent la volonté de faire de l'Émirat la destination touristique et culturelle du Golfe Persique et elles ont fait appel à l'expertise des pays occidentaux dans les domaines muséal, du développement culturel et de l'enseignement. La création du district culturel sur l’île de Saadiyat (île du bonheur) à Abou Dabi en est un des signes forts.
Pour le musée d'art moderne et contemporain, la Fondation Solomon R. Guggenheim a été choisie et le protocole d'accord a été signé le 8 juillet 2006 entre Thomas Krens, directeur de la Fondation, et le gouvernement des Émirats arabes unis.
Le Guggenheim Abu Dhabi se dote d'une collection importante pour investir les grands espaces du musée. Les œuvres sont sélectionnées par un Conseil international d'experts actifs dans le domaine des expositions et de la recherche en art, auquel participent notamment Hou Hanru, Abdellah Karroum, Vasif Kortun et Christine Tohme.
Le projet éducatif du musée sera aussi lié à l'histoire des Émirats et aux enjeux écologiques et politiques du monde actuel.
Initialement attendue en 2022, l'ouverture du musée a été plusieurs fois retardée, pour être finalement prévue en 2025.

## Sources
- (en) Guggenheim Foundation and Abu Dhabi Plan Museum There, article de Carol Vogel, site nytimes.com du 9 juillet 2006, consulté le 30 mai 2008.
- Fleurs du Sahara, dans la «perle du Golfe», article de Foued Allani, site lapresse.tn, consulté le 30 mai 2008.